# Hierotopografia
Hierotopografia – dział geografii religii zajmujący się rozmieszczeniem miejsc świętych w przestrzeni, a w szczególności elementów środowiska przyrodniczego stanowiących przedmiot kultu.
W większości systemów religijnych, od religii plemiennych (np. animizm, totemizm) po największe religie monoteistyczne (islam) i politeistyczne (hinduizm), oddaje się cześć jakimś elementom środowiska przyrodniczego (W chrześcijaństwie otaczane są czcią te miejsca jako związane z życiem świętych). Na szczególną uwagę zasługują święte góry oraz święte rzeki, jednak przedmiot kultu stanowią również pasma górskie, źródła, lasy (święte gaje), pojedyncze drzewa czy jaskinie.